# Singapura nos Jogos Paralímpicos de Verão de 2016
Singapura participou dos Jogos Paralímpicos de Verão de 2016, que foram realizados na cidade do Rio de Janeiro, no Brasil, entre os dias 7 e 18 de setembro de 2016.